# 朴茨茅斯
朴茨茅斯（英語：Portsmouth，讀音：/pɔːtsməθ/ⓘ），別名龐培（Pompey），位於英國英格蘭東南部漢普郡，南臨索倫特海峽的港口城市，位于伦敦西南70英里（110），南安普顿东南19英里（31），人口23.81万（2011年）。朴茨茅斯是南汉普郡都市带的一部分，南汉普郡都市带包括南安普顿、哈文特、滑鐵盧維爾等市镇。
朴茨茅斯历史最早可追溯到罗马时期。历来都是英国最为重要的军港。她见证了英国800多年的海军历史，拥有世界上最古老的干船坞。1545年朴茨茅斯为防止法国入侵而进行了堡垒化，当时的防御设施还基本保存。19世纪为防止法国入侵朴茨茅斯继续堡垒化，逐渐成为了当时世界上防守最严密的城市，也留下了大量的防御工事。逐步成为世界上最大大规模的生产线式造船基地。二战期间，朴茨茅斯的工业设施遭到德国毁灭性轰炸。
朴茨茅斯见证了英国很多历史性事件，1787年，由亚瑟·菲利普船长率领的11艘船组成的第一舰队，前往澳大利亚建立了流放地，现代澳大利亚从此建立。1805年納爾遜勋爵率舰队从朴茨茅斯出发，在特拉法加海战击败法西联合舰队，1945年，盟军登陆指挥部设立在朴茨茅斯，登陆部队从此地出发。1982年，由朴茨茅斯出发的英国舰队击败阿根廷海军重新控制福克兰群岛。1997年，皇家游艇不列颠尼亚号从朴茨茅斯前往香港移交主权，象征大英帝国的最后落幕。
朴茨茅斯至今还是英国皇家海军三分之二水面舰艇的母港。位于朴茨茅斯海军基地内，但是已经开放旅游的朴茨茅斯历史船坞里陈列了勇士号，瑪莉玫瑰號，胜利号等著名的博物馆军舰，以前的伟农军事基地已经改造成了著名的大炮码头购物中心。还拥有百年历史的朴茨茅斯足球俱乐部。
朴茨茅斯的铁路线直达英国南部各大城市和倫敦滑鐵盧車站，拥有商业码头和能到达法国和西班牙的国际渡轮码头。是英国第二繁忙的国际旅客码头。
朴茨茅斯也是作家查尔斯·狄更斯和著名工程师布鲁内尔的家乡。

## 歷史
樸茨茅夫建城时间悠久，1191年英国国王“狮心王”理查德一世（Richard the Lionheart，1157-1199）即在波特西岛上筑城设镇，1496年海军造船厂在此设立，1540年起成为英国皇家海军基地。
幾个世纪以来，一直以其英国皇家海军港口的地位而著名。二戰敦刻爾克大撤退中，盟軍部隊主要撤退到這裡。而這裡後來亦成為盟軍策劃诺曼底战役的地點，艾森豪威爾和伯纳德·劳·蒙哥马利將盟軍最高司令部設於朴次茅斯市北，遺址現時保留下來供人參觀，當地亦有諾曼底登陸紀念博物館。英國皇家海軍最重要的樸次茅夫海軍基地亦位於此城。
名船勝利號和瑪利玫瑰號現保留於樸茨茅夫，供人參觀。

## 地方沿革
樸茨茅夫的範圍不斷擴張，至1904年，整個波特西島都屬於樸茨茅夫。樸茨茅夫在1920年、1932年分別擴張北部的內陸範圍。《1972年地方政府法案》在1974年4月1日生效，樸茨茅夫成為漢普郡的非都市區（Non-metropolitan district）。1992年成立的英格蘭地方政府委員會（Local Government Commission for England）建議樸茨茅夫成為單一管理區，不再是非都市區，在1997年4月1日生效至今。
漢普郡既是非都市郡，又是名譽郡，而樸茨茅夫是單一管理區。如將漢普郡看待為非都市郡，樸茨茅夫不屬它的一部分；如將漢普郡看待為名譽郡，樸茨茅夫行政上仍屬它的一部分。

## 地理

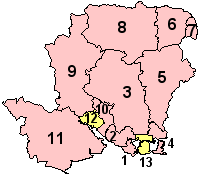
漢普郡行政區劃圖：
1. 戈斯波特
2. 費勒姆區
3. 溫切斯特區
4. 哈文特區
5. 漢普郡東區
6. 哈特區
7. 拉什穆爾區
8. 貝辛斯托克-迪恩區
9. 泰斯特河谷區
10. 伊斯特利區
11. 新福里斯特區
12. 南安普頓
13. 樸茨茅夫

樸茨茅夫南臨索倫特海峽，對岸是懷特島；東、西、北被漢普郡包圍。樸茨茅夫的北部與溫切斯特區相鄰，是大不列顛島的一部份；南部是呈五邊形的波特西島（Portsea Island，樸茨茅夫最大島），南、北部隔著一條很窄的海，有橋連接。波特西島以東是哈文特區的海靈島（Hayling Island）。波特西島以西是向東南延展的半島－戈斯波特。

### 附近城市
以下列出樸茨茅夫附近的大城市（方位以樸茨茅夫為量度點）：
| 城市           | 方位     | 距離（公里／英哩） | 距離（公里／英哩） | 備註                       |
| -------------- | -------- | ------------------ | ------------------ | -------------------------- |
| 倫敦（西敏宮） | 東北     | 103 km             | 64 mi              | 英國首都                   |
| 紐波特         | 西南     | 18 km              | 11 mi              | 懷特島郡治                 |
| 南安普敦       | 西北     | 24 km              | 15 mi              | 位於漢普郡                 |
| 普爾           | 西南偏西 | 64 km              | 40 mi              | 位於多實郡                 |
| 伯恩茅斯       | 西南偏西 | 57 km              | 53 mi              | 位於多實郡                 |
| 布賴頓         | 東       | 67 km              | 42 mi              | 位於東薩塞克斯郡           |
| 伊斯特本       | 東       | 97 km              | 60 mi              | 位於東薩塞克斯郡           |
| 斯勞           | 東北偏北 | 86 km              | 54 mi              | 位於伯克郡                 |
| 雷丁           | 北       | 74 km              | 46 mi              | 位於伯克郡                 |
| 吉爾福德       | 東北     | 61 km              | 38 mi              | 薩里郡郡治                 |
| 奧爾德尼島     | 東北     | 61 km              | 38 mi              | 海峽群島最北島嶼，屬根西島 |

## 教育

樸茨茅斯大學

- 樸茨茅斯大學

## 名人
- 伊桑巴德·金德姆·布鲁内尔：工程师
- 詹姆斯·卡拉汉：前英国首相
- 查尔斯·狄更斯：小说家
- 克里斯多福·希鈞斯：作家
- 彼得·謝勒：演員
- 梅森·芒特:足球員
- 艾倫·帕斯科：田徑選手
- 羅傑·布萊克：田徑選手

## 姊妹城市
| 城市     | 所屬國家             |
| -------- | -------------------- |
| 杜伊斯堡 | 德国                 |
| 卡昂     | 法國                 |
| 海法     | 以色列               |
| 舞鹤     | 日本                 |
| 樸茨茅斯 | 美国（弗吉尼亚州）   |
| 樸茨茅斯 | 美国（新罕布什爾州） |
| 朴茨茅斯 | 多米尼克             |
| 莱克伍德 | 美国（科罗拉多州）   |
| 悉尼     |                      |
| 扎赉特旗 | 中國                 |

## 圖片集

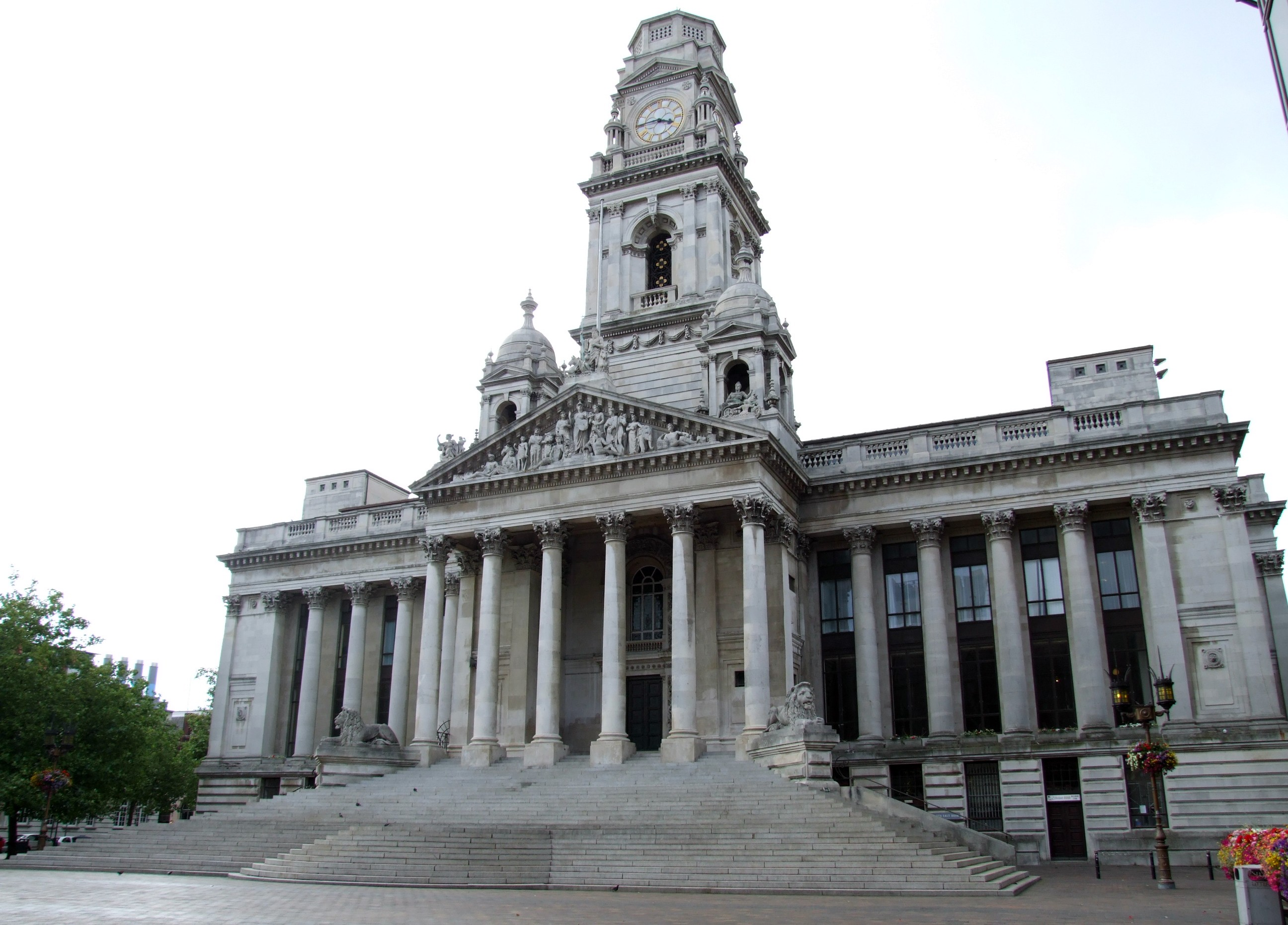
Guildhall
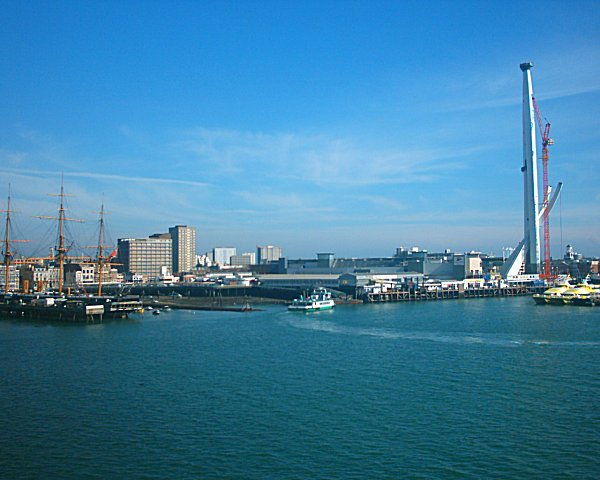
碼頭
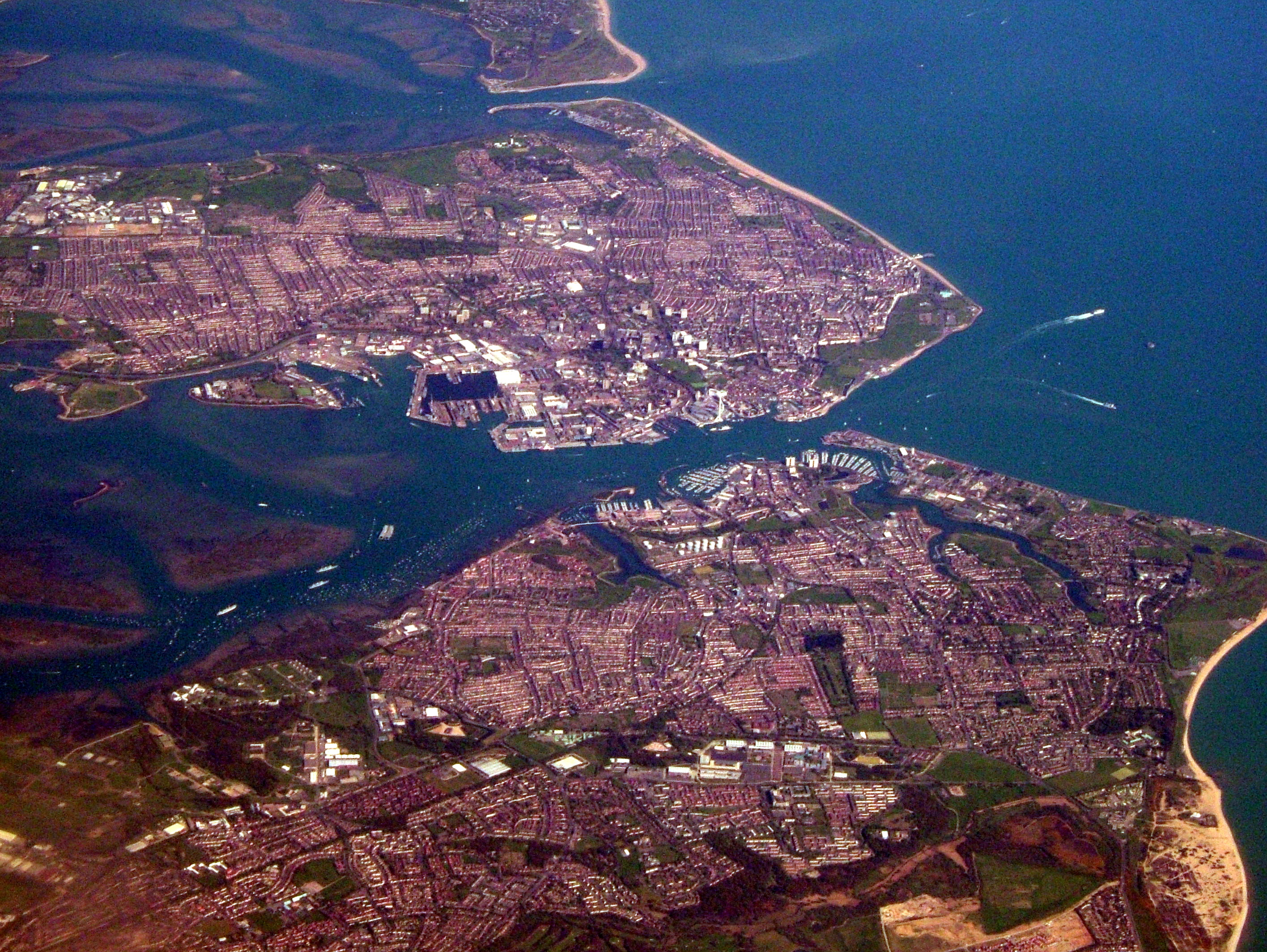
航空圖片
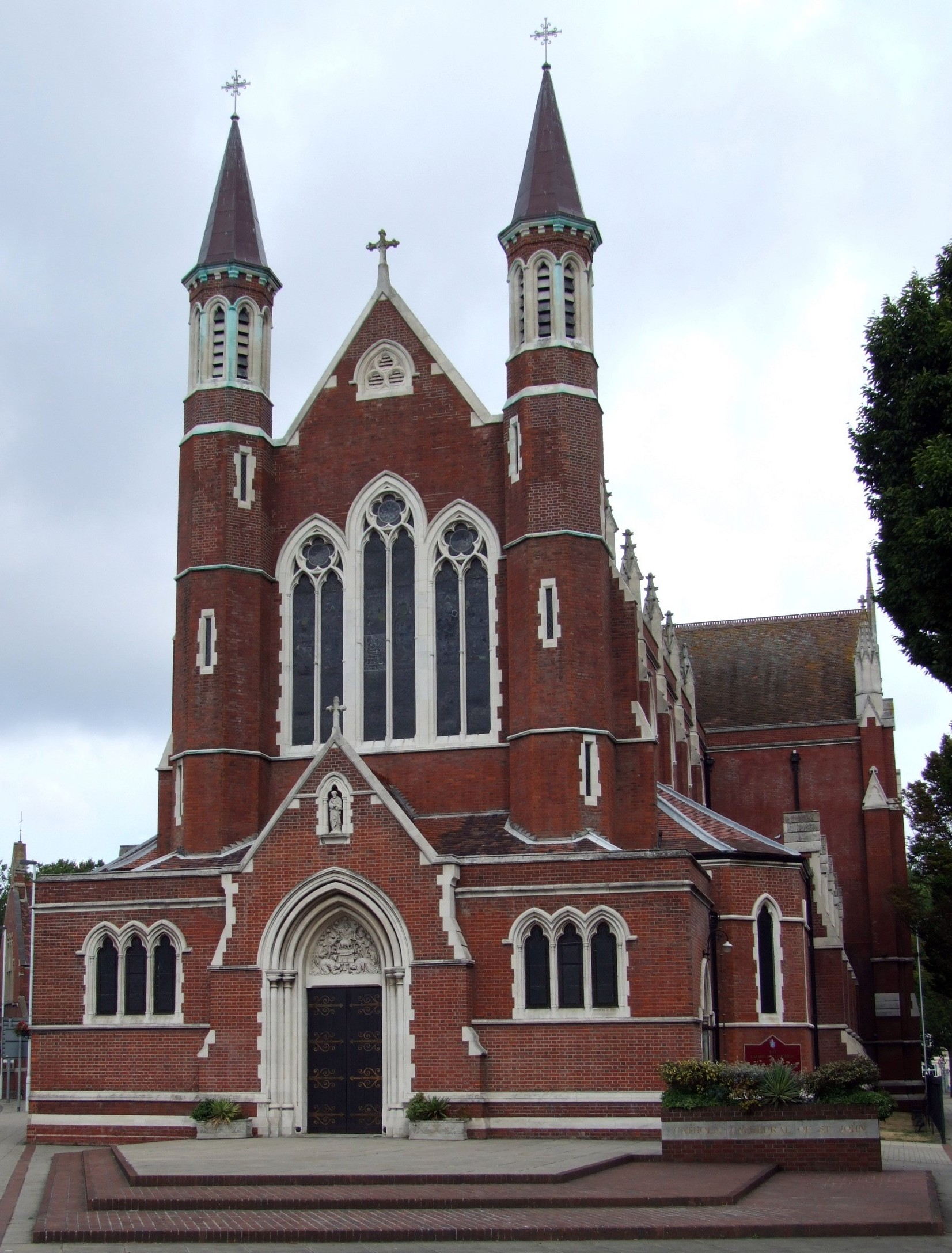
聖約翰座堂
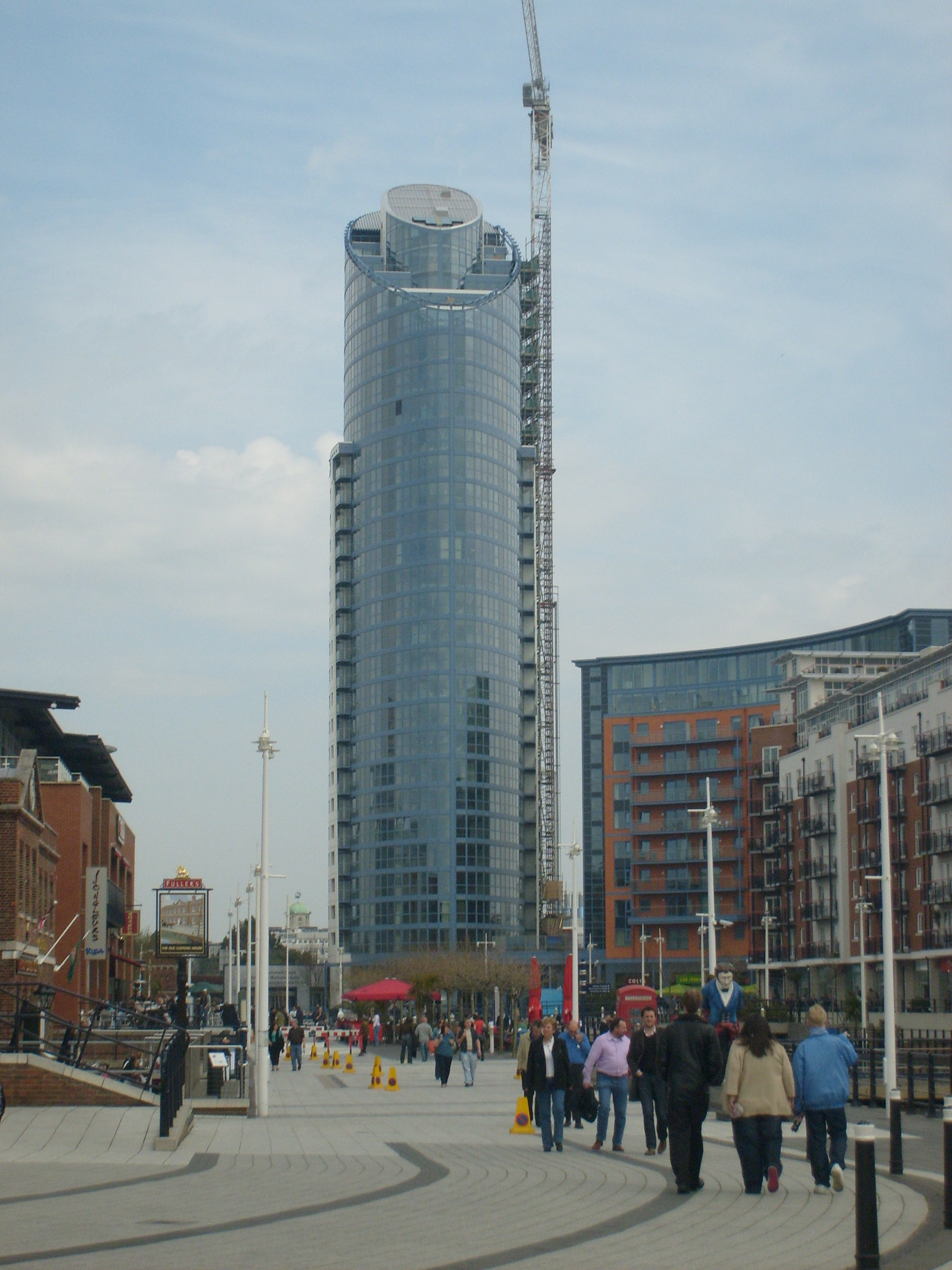
Gunwharf Quays